# MLB All-Star Game 1961 (pierwszy mecz)
MLB All-Star Game 1961 – 30. Mecz Gwiazd ligi MLB, który rozegrano 11 lipca 1961 roku na stadionie Forbes Field w Pittsburghu. Mecz zakończył się zwycięstwem National League All-Stars 5–4 po rozegraniu 10 inningów. Spotkanie obejrzało 44 115 widzów. 

## Wyjściowe składy
| American League | American League | American League | American League | National League | National League  | National League | National League |
| #               | Zawodnik        | Klub            | Pozycja         | #               | Zawodnik         | Klub            | Pozycja         |
| --------------- | --------------- | --------------- | --------------- | --------------- | ---------------- | --------------- | --------------- |
| 1               | Johnny Temple   | Indians         | 2B              | 1               | Maury Wills      | Dodgers         | SS              |
| 2               | Norm Cash       | Tigers          | 1B              | 2               | Eddie Mathews    | Braves          | 3B              |
| 3               | Mickey Mantle   | Yankees         | CF              | 3               | Willie Mays      | Giants          | CF              |
| 4               | Roger Maris     | Yankees         | RF              | 4               | Orlando Cepeda   | Giants          | LF              |
| 5               | Rocky Colavito  | Tigers          | LF              | 5               | Roberto Clemente | Pirates         | RF              |
| 6               | Tony Kubek      | Yankees         | SS              | 6               | Bill White       | Cardinals       | 1B              |
| 7               | Johnny Romano   | Indians         | C               | 7               | Frank Bolling    | Braves          | 2B              |
| 8               | Brooks Robinson | Orioles         | 3B              | 8               | Smoky Burgess    | Pirates         | C               |
| 9               | Whitey Ford     | Yankees         | P               | 9               | Warren Spahn     | Braves          | P               |

| American League                                                                                       | 0 | 0 | 0 | 0 | 0 | 1 | 0 | 0 | 2 | 1 | 4 | 4  | 2 |
| National League                                                                                       | 0 | 1 | 0 | 1 | 0 | 0 | 0 | 1 | 0 | 2 | 5 | 11 | 5 |
| WP: Stu Miller (1–0) LP: Hoyt Wilhelm (0–1) Home runy: AL: Harmon Killebrew (1) NL: George Altman (1) |   |   |   |   |   |   |   |   |   |   |   |    |   |

## Składy
| Miotacze - Roy Face (5) - Joey Jay (1) - Sandy Koufax (1) - Art Mahaffey (1) - Mike McCormick (3) - Stu Miller (1) - Bob Purkey (2) - Warren Spahn (13) Łapacze - Smoky Burgess (7) - Johnny Roseboro (2) |  | Wewnątrzpolowi - Frank Bolling (1) - Ken Boyer (6) - Eddie Kasko (1) - Eddie Mathews (10) - Dick Stuart (1) - Bill White (5) - Maury Wills (1) - Don Zimmer (1) Zapolowi - Hank Aaron (9) - George Altman (1) - Orlando Cepeda (5) - Roberto Clemente (3) - Willie Mays (10) - Stan Musial (20) - Frank Robinson (5) |  | Menadżer - Danny Murtaugh Trenerzy - Al Dark - Gene Mauch |

| Miotacze - Jim Bunning (3) - Dick Donovan (2) - Ryne Duren (4) - Whitey Ford (8) - Mike Fornieles (1) - Frank Lary (3) - Jim Perry (1) - Billy Pierce (7) - Hoyt Wilhelm (4) Łapacze - Yogi Berra (16) - Elston Howard (6) - Johnny Romano (1) |  | Wewnątrzpolowi - Norm Cash (1) - Nellie Fox (13) - Jim Gentile (3) - Dick Howser (1) - Harmon Killebrew (3) - Tony Kubek (3) - Brooks Robinson (3) - Johnny Temple (5) Zapolowi - Jackie Brandt (1) - Rocky Colavito (3) - Al Kaline (9) - Mickey Mantle (12) - Roger Maris (4) |  | Menadżer - Paul Richards Trenerzy - Frankie Crosetti - Jim Vernon |

- W nawiasie podano liczbę powołań do All-Star Game.